# Gwizdów (województwo lubelskie)
Gwizdów – wieś w Polsce położona w województwie lubelskim, w powiecie janowskim, w gminie Modliborzyce.
| SIMC    | Nazwa   | Rodzaj     |
| ------- | ------- | ---------- |
| 0799635 | Gwizdów | przysiółek |

## Krótki opis
W latach 1975–1998 miejscowość administracyjnie należała do województwa tarnobrzeskiego. Przez miejscowość przepływa Branew, niewielka rzeka dorzecza Sanu, dopływ Bukowej. Wieś stanowi sołectwo gminy Modliborzyce. Według Narodowego Spisu Powszechnego (III 2011 r.) liczyła 74 mieszkańców i była dwudziestą co do wielkości miejscowością gminy Modliborzyce.

## Historia
Wieś została założona na terenie dóbr stojeszyńskich. Pierwsze wzmianki na jej temat pochodzą z roku 1821. Wtedy wieś była na prawie czynszowym. W 1846 w Gwizdowie było zaledwie 5 gospodarzy, a właścicielem wsi był wtedy Jan Łępicki. Pod koniec XIX w. na terenie wsi powstał posterunek straży granicznej. Na terenach wsi zawsze dobrze rozwijało się rybołówstwo. Według noty Słownika geograficznego Królestwa Polskiego z roku 1881, w drugiej połowie XIX wieku Gwizdów stanowił przysiółek i karczmę w dobrach Stojeszyn, powiatu janowski, gminie Modliborzyce, parafii Potok Wielki. Z danych z 1921 wynika, że Gwizdów zamieszkiwały 172 osoby w 25 domostwach. Wtedy powstała także szkoła powszechna.
Podczas II wojny światowej wieś była trzykrotnie spacyfikowana i bombardowana. Pierwsza pacyfikacja nastąpiła 3 października 1942., druga 3 października 1942, a trzecia w lipcu 1943, natomiast bombardowanie miało miejsce w grudniu 1943. W wyniku tych działań zginęły 24 osoby i spłonęło wiele gospodarstw.

## Części wsi
- Bełki – część wsi, która powstała najprawdopodobniej na początku XX wieku. W 1921 r. wzmiankowana jest jako leśniczówka zamieszkiwana przez 7 osób.
- Dziadowizna – część wsi, powstała po I wojnie światowej.
- Pieńki – część wsi istniejąca już w 1839 r. W 1897 r. zamieszkiwana była przez 16 osób. Natomiast dane z 1921 roku podają liczbie tylko 11 mieszkańców i jedynie 2 domostwa. Obecnie jest to gajówka.